# Falcon Tower
Falcon Tower – wieżowiec w Dubaju, w Zjednoczonych Emiratach Arabskich, o wysokości 163 m. Budynek ma 41 kondygnacji. Ukończenie budowy miało miejsce w 2005.